# Ikerasak
Ikerasaq est un village groenlandais situé dans la municipalité d'Avannaata. La population était de 243 habitants en 2009.

## Géographie
Ikerasaq est situé dans l'ouest du Groenland, sur l'île Ikerasak près d'Uummannaq.